# Акчатау
Акчатау (каз. Ақшатау — «Белёсая гора») — посёлок в Шетском районе Карагандинской области Казахстана. Административный центр и единственный населённый пункт Акчатауской поселковой администрации. Код КАТО — 356437100.

## География
Расположен в 137 км к югу от районного центра, села Аксу-Аюлы, и в 110 км к юго-востоку от железнодорожной станции Агадырь (на линии Караганда — Мойынты). Через посёлок проходит автомобильная трасса Караганда — Балхаш.

## История
Указом Президиума Верховного Совета КазССР от 27 июля 1944 г. н.п. Акчатау при молибдено-вольфрамовом руднике Четского района отнесен к категории рабочих поселков и выделен из обслуживания Акчатауского аулсовета с образованием самостоятельного поссовета.
В 1963—1964 годах был центром Акчатауского промышленного района.

## Население
| Численность населения | Численность населения | Численность населения | Численность населения | Численность населения | Численность населения |
| 1959                  | 1970                  | 1979                  | 1989                  | 1999                  | 2009                  |
| --------------------- | --------------------- | --------------------- | --------------------- | --------------------- | --------------------- |
| 8585                  | ↘6492                 | ↗6790                 | ↘6294                 | ↘2565                 | ↘1149                 |

В 1999 году население посёлка составляло 2565 человек (1238 мужчин и 1327 женщин). По данным переписи 2009 года, в посёлке проживало 1149 человек (558 мужчин и 591 женщина).

## Экономика
Посёлок возник в связи с освоением вольфрамовых и молибденовых месторождений (см. Акшатауское месторождение). Ведётся добыча вольфрамовых (Акчатауский ГОК) и молибденовых руд шахтным способом. Имеется горно-обогатительная фабрика, молочный завод, пекарни.